# Радинград
Радинград је село које се налази у општини Разград у Бугарској. Према подацима од 2015. године има 291 становника.